# Сидоров, Александр Леонидович
Александр Леонидович Сидоров (род. 15 марта 1952 г. в г. Ханты-Мансийск Тюменской области) — российский государственный и политический деятель. Депутат Государственной Думы VII созыва. Член фракции «Единая Россия», член комитета Госдумы по федеративному устройству и вопросам местного самоуправления.

## Биография
В 1974 году получил высшее образование по специальности «юриспруденция» окончив Тюменский индустриальный институт. в 1999 году получил второе высшее образование по специальности «сельскохозяйственное строительство» в Тюменском государственном университете. В 2003 году защитил диссертацию на соискание учёной степени кандидата экономических наук в Тюменской государственной архитектурно-строительной академии. В 1974 году, после окончания ВУЗа несколько месяцев работал мастером строительного управления № 9 треста «Сургутгазстрой» Главтюменьнефтегазстроя. С 1974 по 1975 год проходил срочную службу в Советской Армии. После демобилизации из армии вернулся в строительное управление треста «Сургутгазстрой», работал в должности прораба, начальника участка, главного инженера, начальника управления.

## Трудовая деятельность
С 1987 по 1988 год работал в тресте «Сургутгазстрой» в должности главного инженера треста. В 1989 году работал в исполнительном комитете г. Сургута в должности заместителя председателя. В апреле 1990 года решением городского совета народных депутатов избран председателем Сургутского городского исполкома. В 1991 году был назначен Главой Администрации города Сургута. В 1996 году повторно всенародно избран Главой Администрации города Сургута. В Марте 2000 года был вновь избран Главой Администрации города Сургута. В апреле 2005 года был избран Главой Администрации города Сургута в четвёртый раз..
В 1993 г. стал организатором, руководителем Чекового инвестиционного фонда социальной защиты и развития малочисленных народов Севера «Титул» (с 1998 г. — инвестиционная компания).

## Политическая деятельность
В 2001 году был избран депутатом Тюменской областной Думы III созыва по одномандатному избирательному округу № 9.
В ноябре 2010 года решением Думы Ханты-Мансийского автономного округа назначен на должность уполномоченного по правам человека в Ханты-Мансийском автономном округе — Югре, исполнял полномочия до 2015 года, в июле 2015 сложил полномочия «по личным обстоятельствам».
С 2015 года работал в Ханты-Мансийском региональном отделении «Всероссийского Совета местного самоуправления» в должности генерального директора.
В сентябре 2016 года баллотировался в депутаты Госдумы по спискам политической партии «Единая Россия», по результатам выборов был избран депутатом Государственной думы РФ VII созыва от одномандатного избирательного округа № 223.

## Законотворческая деятельность
С 2016 по 2019 год, в течение исполнения полномочий депутата Государственной Думы VII созыва, выступил соавтором 32 законодательных инициатив и поправок к проектам федеральных законов.

## Награды и премии
- Орден Почета (1995)[11]
- Орден «За заслуги перед Отечеством» IV степени (2002)[11]
- Благодарность президента РФ (2000)[11]
- Почетный гражданин г. Сургута (2002)[11]
- Лауреат Премии правительства Российской Федерации в области науки и техники (2003)[11]
- Лауреат премии Ханты-Мансийского автономного округа — Югры «За выдающийся вклад в социально-экономическое развитие автономного округа» (2010)[11]
- Почетный профессор Сургутского государственного университета[11]